# 1452
Évszázadok: 14. század – 15. század – 16. század
Évtizedek: 1400-as évek – 1410-es évek – 1420-as évek – 1430-as évek – 1440-es évek – 1450-es évek – 1460-as évek – 1470-es évek – 1480-as évek – 1490-es évek – 1500-as évek
Évek: 1447 – 1448 – 1449 – 1450 –  1451 – 1452 – 1453 – 1454 – 1455 – 1456 – 1457

## Események

### Határozott dátumú események
- március 5. – A pozsonyi országgyűlés szövetséget köt az ausztriai rendekkel, miután III. Frigyes megtagadta a gyermek V. László király kiadatását.[1]
- március 16. – III. Frigyest Itália királyává koronázzák.[2]
- március 19. – III. Frigyest német-római császárrá koronázzák.[2]
- május 18. – Borso Este Reggio hercege lesz. (A herceg 1471-ig uralkodik.)
- augusztus 29. – A Cillei Ulrik vezette rendi sereg ostrom alá veszi Bécsújhely várát.[2]
- szeptember 4. – III. Frigyes kiadja László királyt Cillei Ulriknak.[2]
- szeptember 30. – Megjelenik az első európai nyomtatott könyv, Johannes Gutenberg Bibliája.
- november 11. – A bécsi közös magyar–cseh–osztrák országgyűlésen V. László Magyarország főkapitányává és Beszterce örökös grófjává nevezi ki Hunyadi Jánost, míg Vitéz János főkancellári kinevezést kap.[3]

### Határozatlan dátumú események
- október – A John Talbot vezette angol sereg partra száll Guyenne-ben és csaknem az egész tartományt harc nélkül visszafoglalja.
- az év folyamán – Hunyadi János nagyobbik fiára, Hunyadi Lászlóra bízza a pozsonyi ispánságot.[4]

## Születések
- március 10. – II. Ferdinánd aragóniai király († 1516)
- április 15. – Leonardo da Vinci itáliai polihisztor, szobrász és festőművész († 1519)
- július 10. – III. Jakab skót király († 1488)
- július 27. – Ludovico Sforza, 1494-1499 között Milánó hercege († 1508)
- szeptember 21. – Girolamo Savonarola, vallásújító, később egy ideig Firenze ura († 1498)
- október 2. – III. Richárd angol király († 1485)